# Collier de nouilles

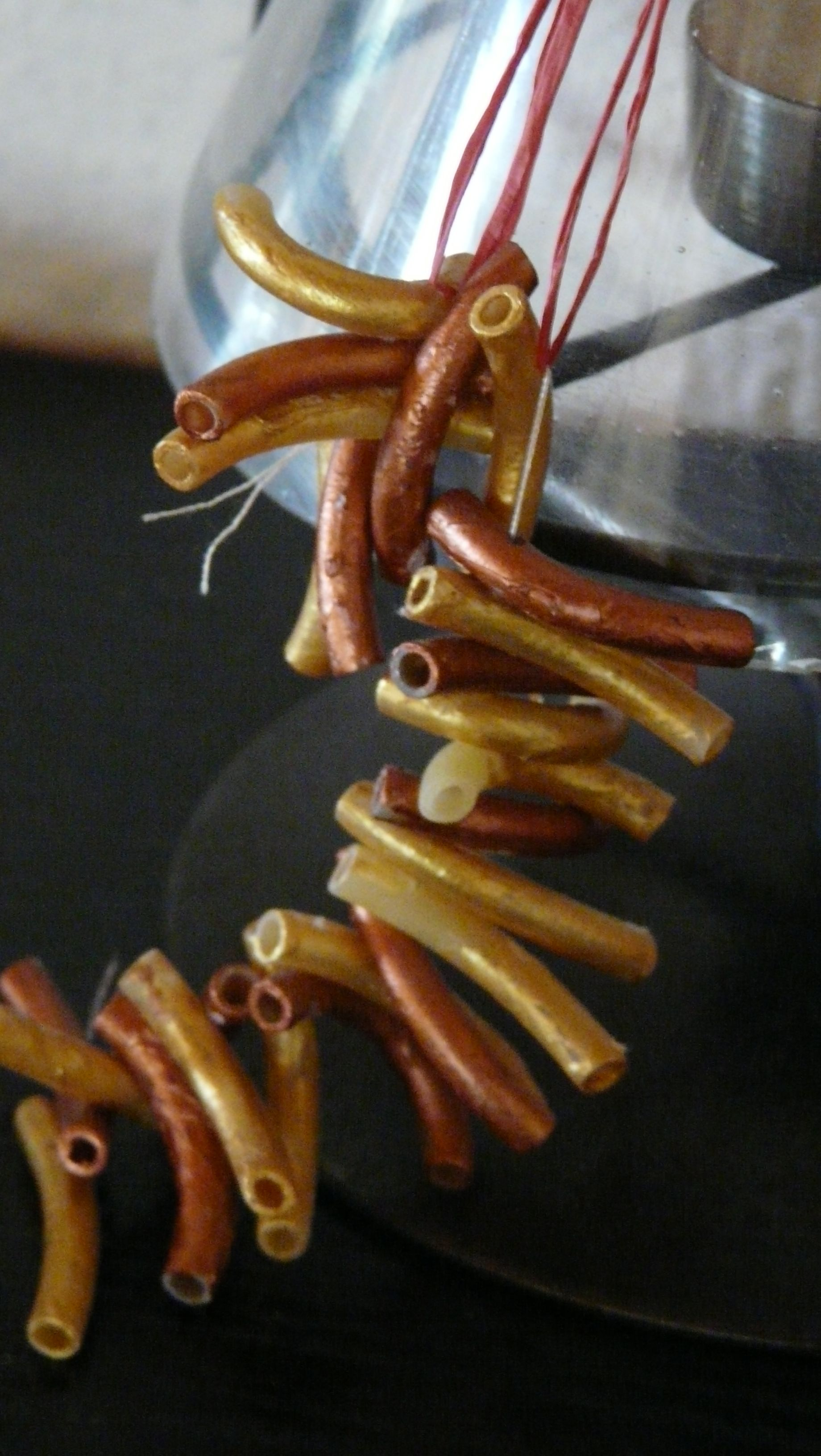
Un collier de nouilles

Le collier de nouilles, collier de macaronis ou collier de pâtes, est une sorte de collier, souvent réalisé par les jeunes enfants à l'école. Il est fabriqué en glissant un fil à l'intérieur de nouilles ou de macaronis crus et parfois peints. 

## En France
En France, cet exercice scolaire était fréquemment réalisé par l'enfant pour offrir le collier comme cadeau à sa mère lors de la fête des mères, mais l'usage se perd. Sa forte popularité en a fait un symbole de l'enfance et de l'amour filial, et cet objet est devenu indissociable de la fête des mères. Pour les écoles, sa fabrication a l'avantage d'être une activité qui ne comporte absolument aucun risque, puisque les nouilles crues sont parfaitement comestibles (les peintures à l'eau pour enfant sont faites pour pouvoir être ingérées à petite dose sans risque), alors que les perles classiques risquent d'être avalées par les enfants.

## Autres sens
Collier de nouille est également le titre d'un sketch du duo comique composé de Karine Lyachenko et Emmanuel Donzella.